# Tylosaurus
Tylosaurus (del griego τυλος tylos "protuberancia" + σαυρος sauros "lagarto") es un género extinto de mosasáurido, grupo de grandes depredadores marinos cercanamente emparentados a los lagartos varanos y las serpientes de la actualidad.

## Descubrimiento

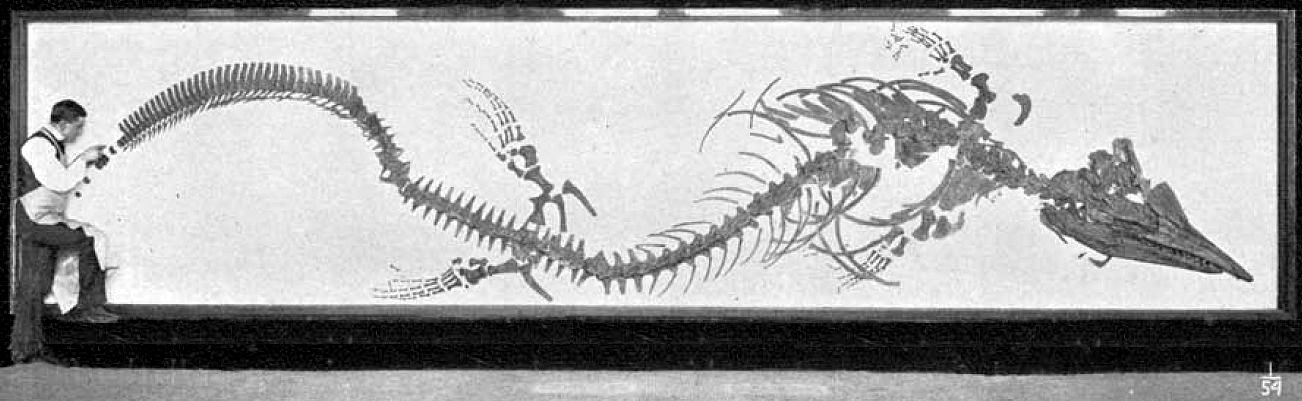
Esqueleto completo de T. proriger, según la descripción de H.F. Osborn de 1899

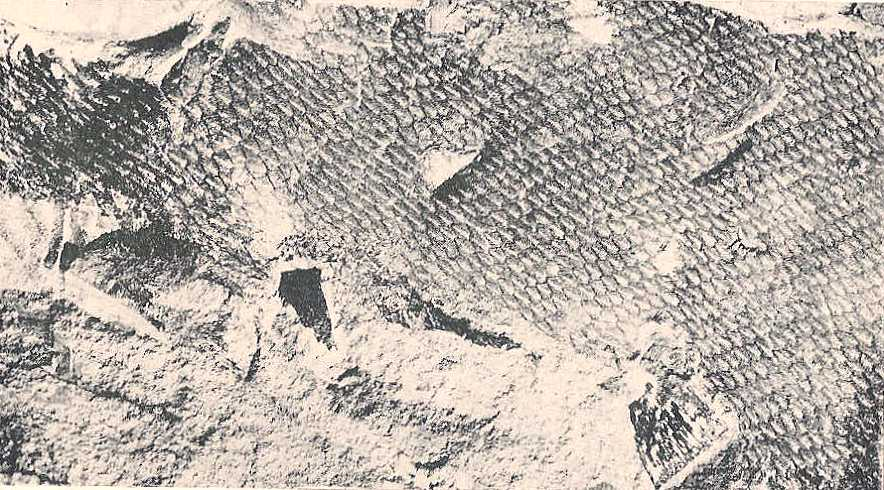
Escamas de Tylosaurus proriger (KUVP-1075)

Como muchos otros mosasáuridos, la historia temprana de este taxon es compleja e involucra a la infame rivalidad entre dos de los primeros paleontólogos de Estados Unidos, Edward Drinker Cope y Othniel Charles Marsh. Originalmente, el nombre "Macrosaurus" proriger fue propuesto por Cope para un cráneo fragmentario y trece vértebras recolectadas cerca a Monument Rocks en el oeste de Kansas en 1868. Estos fueron colocados en las colecciones del Museo Zoológico de Harvard. Solo un año después, Cope redescribió el mismo material en gran detalle y lo refirió, sin embargo, al mosasaurio inglés Liodon. Entonces, en 1872, Marsh nombró un espécimen más completo como un nuevo género, Rhinosaurus ("lagarto nariz"), pero pronto descubrió que el nombre ya había ido usado para un animal diferente. Cope sugirió que Rhinosaurus debía ser reemplazado por otro nuevo nombre, Rhamposaurus el cual se probó que ya estaba ocupado. Marsh finalmente erigió el nombre Tylosaurus recién en 1872, para incluir el material original de Harvard así como también los especímenes más completos que fueron hallados en Kansas. Un espécimen de T. proriger, recuperado en 1911 por C. D. Bunker cerca a Wallace, Kansas es uno de los mayores esqueletos de Tylosaurus jamás hallados. Éste se encuentra actualmente en exhibición en el Museo de Historia Natural de la Universidad de Kansas.

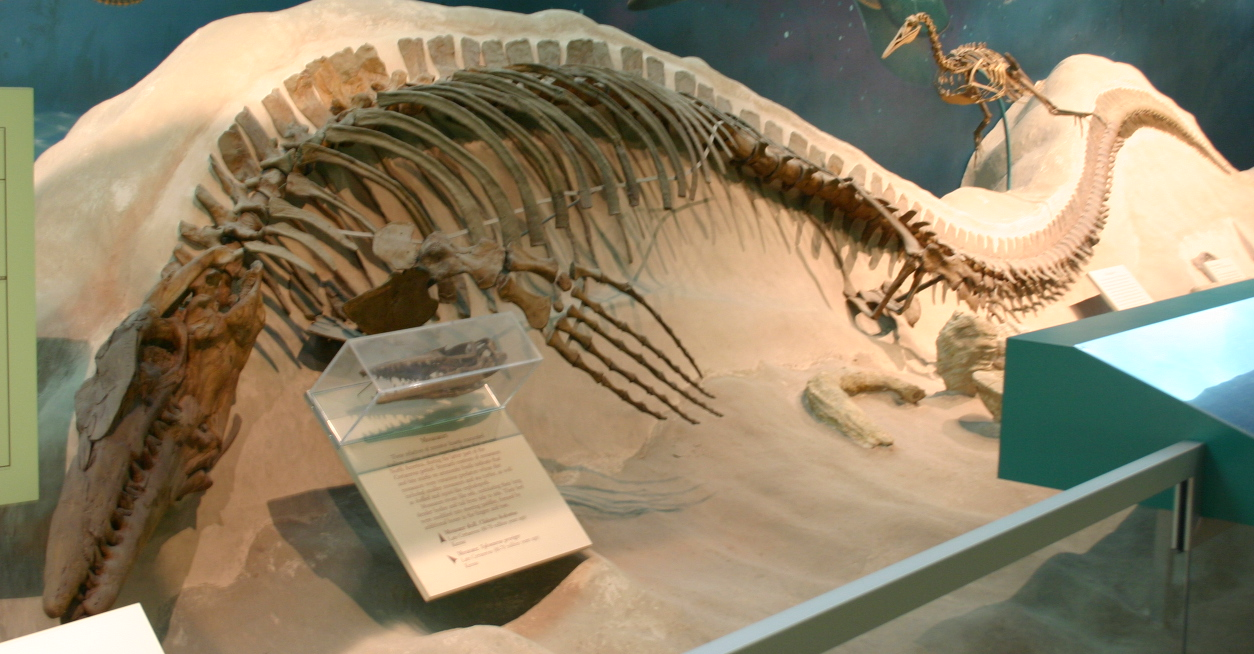
Espécimen de T. proriger que fue encontrado con un plesiosaurio en su estómago

En 1918, Charles H. Sternberg halló un Tylosaurus con restos de un plesiosaurio en su estómago. El espécimen se encuentra actualmente montado en el Museo Nacional de Estados Unidos (Smithsoniano) y los restos de plesiosaurio se conservan en las colecciones. Aunque estos importantes especímenes fueron reportados brevemente por C. H. Sternberg (1922), la información se perdió para la ciencia hasta 2001. Este espécimen fue redescubierto y descrito por Everhart (2004a). Esta fue la base de la historia en la película de IMAX de National Geographic - Sea Monsters (2007), y un libro del mismo nombre (Everhart, 2007).
Una fotografía de un cráneo de Tylosaurus fue tomada por George F. Sternberg en torno a 1926 después de que él recolectara y preparara el ejemplar. Éste fue descubierto en la creta de Smoky Hill de Logan County, Kansas. Sternberg ofreció el espécimen al Museo Smithsoniano e incluyó una foto en su carta a Charles Gilmore. Copias de las fotos originales están en los archivos del Museo Sternberg de Historia Natural (FHSM, siglas en inglés). Es espécimen es FHSM VP-3, el ejemplar de la exhibición de dicho museo.

## Especies

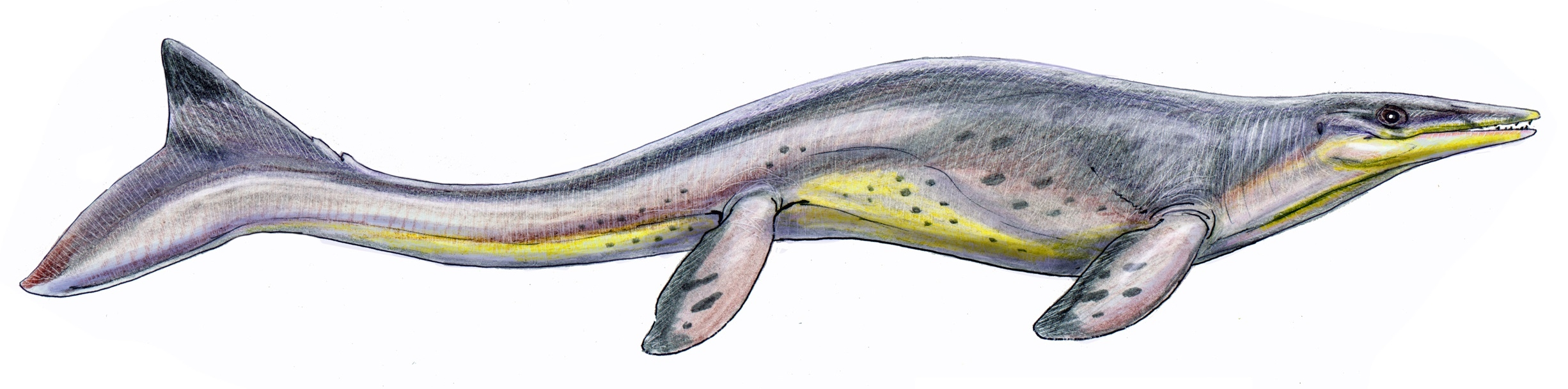
Reconstrucción de T. proriger con aleta caudal, como la recientemente descubierta en su pariente Platecarpus

Aunque muchas especies de Tylosaurus han sido nombradas a través de los años, solo unas pocas han sido por ahora reconocidas por los científicos como taxonómicamente válidas. Son las siguientes: Tylosaurus proriger (Cope, 1869), del Santoniense tardío hasta mediados del Campaniense de América del Norte (Kansas, Alabama, Nebraska, etc.); Tylosaurus nepaeolicus (Cope, 1874), del Santoniano de Norteamérica (Kansas); Tylosaurus haumuriensis (Hector, 1874; =Taniwhasaurus oweni), del Campaniano inferior hasta mediados del mismo de Nueva Zelanda; Tylosaurus kansasensis Everhart, 2005, del Coniaciense tardío de Kansas.
Un género estrechamente relacionado, Hainosaurus ("lagarto de Haine", llamado así por el río Haine en Bélgica) es conocido del Cretácico de Norteamérica y Europa. Tanto Tylosaurus como Hainosaurus son agrupados en la subfamilia Tylosaurinae siendo comúnmente llamados "tilosaurios" o mosasaurios "tilosaurinos"." Bell colocaron a los tilosaurinos junto con los mosasaurios plioplatecarpinos (Platecarpus, Plioplatecarpus, etc.) en un grupo informal monofilético denominado "Russellosaurinae."

## Paleobiología

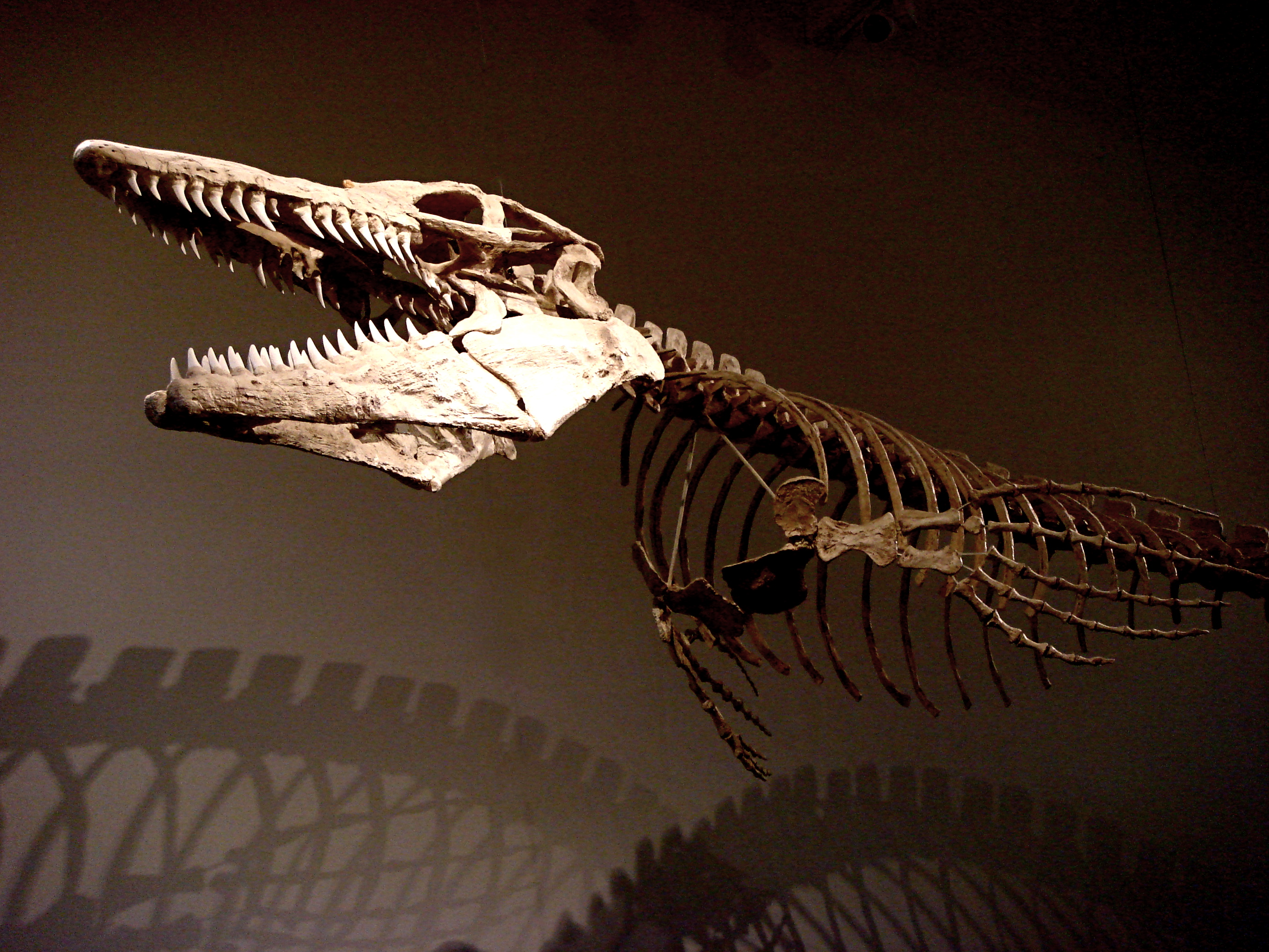
Modelo del gigantesco espécimen de T. proriger "Bunker"

Junto con los plesiosaurios, los tiburones, peces y otros géneros de mosasaurios, era uno de los depredadores dominantes en el Mar interior occidental durante el Cretácico Superior. Tylosaurus proriger (y junto con Hainosaurus bernardi y Mosasaurus hoffmannii) estuvo entre los mayores de todos los mosasaurios, los especímenes más grandes que se han encontrado contaban con longitudes de 12.8 a 13.7 metros. Una característica distintiva de Tylosaurus es su alargado y cilíndrico premaxilar (el hocico) del cual toma su nombre y el cual pudo haber usado para embestir y aturdir a sus presas y también pudo haberlo usado en combates intraespecíficos. Contenidos estomacales asociados con especímenes de Tylosaurus proriger indican que este feroz mosasaurio tenía una dieta variada, incluyendo peces, tiburones, mosasaurios menores, plesiosaurios y aves marinas no voladoras como Hesperornis. En algunos paleoambientes, Tylosaurus parece haber preferido aguas someras, cercanas a las costas (como en la formación Eutaw y la formación Mooreville Chalk de Alabama), mientras favorecía aguas profundas muy alejadas de las costas en otros ambientes (como en la creta de Niobrara del oeste de EE. UU.).

## Comportamiento carroñero
El hadrosaurio de Talkeetna Mountains fue un hadrosáurido de clasificación incierta cuyos restos parecen haber sido depositados en un ambiente batial o una plataforma externa que más tarde se volvería la formación Matanuska de Alaska. Los elementos de su esqueleto que no se encontraron en una concreción llevaban varias depresiones cónicas con poco espacio entre ellas, con diámetros que van desde 2,12 hasta 5,81 mm de profundidad y 1,64 a 3,62. Estas depresiones son probablemente marcas de mordidas. Las depresiones no son lo bastante simétricas para ser perforaciones hechas por gastrópodos y no se parecen a las marcas de perforación de las esponjas. Ninguno de los peces fósiles preservados de la formación Matanuska se ajusta al tamaño o geometría de las marcas. El tamaño, forma y espacio sin embargo, se parecen mucho a los dientes de Tylosaurus proriger. Es improbable que las aparentes marcas de mordidas hayan ocurrido antes de que el cadáver fuera arrastrado al mar, ya que ello habría perforado el cuerpo, evitando la acumulación de gases de distensión que permitieron que el cadáver estuviera a la deriva en el mar en primer lugar. La distribución de las marcas de mordida corresponden inversamente a la presencia de carne en el cuerpo del animal. Por ejemplo, los huesos de las extremidades inferiores tuvieron el mayor daño porque había menor cantidad de carne protegiendo de los huesos en estos lugares. Las concreciones se formaron cuando la carne reaccionó químicamente con el fondo del mar en la mayor parte del animal donde los mosasaurios carroñeros no podían envolver totalmente sus mandíbulas alrededor del cadáver. Los huesos que se desprendieron del cadáver fueron enterrados en el barro y conservados en los sedimentos.

## En la cultura popular

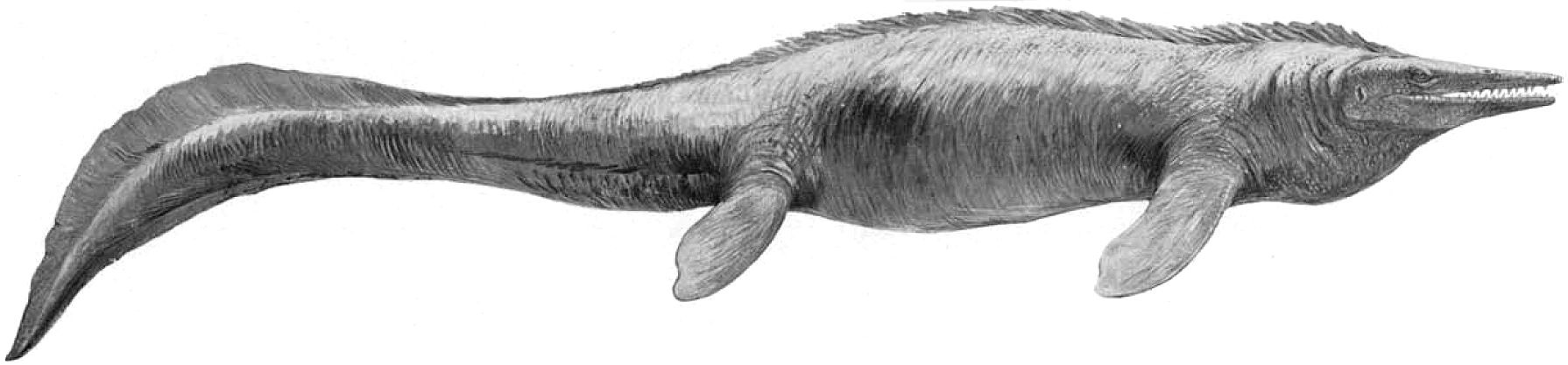
Tylosaurus proriger erróneamente representado con una cresta dorsal, por Charles R. Knight, 1899. Esta y otras imágenes similares estaban basadas en cartílagos traqueales mal identificados, pero cuando el error fue descubierto, ya era una tendencia representar mosasaurios con dichas crestas.

- Un Tylosaurus de cerca de 10 metros de largo encontrado en Kansas por Alan Komrosky en 2009 está ahora en exhibición en el Museum of World Treasures en Wichita, Kansas.
- Tiene su aparición en el documental de la BBC Sea monsters siendo identificado aquí como Mosasaurio gigante.
- Dos ejemplares de Tylosaurus aparecen al final del documental "Speckles The Tarbosaurus" (en inglés), ambientado en Mongolia. Éstos depredadores marinos se muestran con una talla exagerada (de más de 20 metros cada uno) y capturando al antagonista, un Tyrannosaurus (el cual jamás habitó en Asia) que al inicio del documental había exterminado a la familia del protagonista.
- Tylosaurus tuvo su aparición en el juego de Jurassic Park the Game de 2011 como uno de los muchos habitantes clonados de la Isla Nublar durante el año 1998, habitando una hembra en la exhibición marina del parque. Se cree que por ser un animal territorial decidió nunca escapar de su recinto y terminó muriendo de hambre.
- [16]